# La Jaula (Guanajuato)
La Jaula es una localidad del estado mexicano de Guanajuato. Es parte del municipio de San Diego de la Unión.

## Demografía
| Gráfica de evolución demográfica |
|                                  |

| Censo | Población |
| ----- | --------- |
| 1900  | 580       |
| 1910  | 476       |
| 1921  | 434       |
| 1930  | 480       |
| 1940  | 429       |
| 1950  | 343       |
| 1960  | 334       |
| 1970  | 480       |
| 1980  | 246       |
| 1990  | 619       |
| 2000  | 690       |
| 2010  | 882       |
| 2020  | 1 094     |